# Goera kawamotonis
Goera kawamotonis är en nattsländeart som beskrevs av Kobayashi 1987. Goera kawamotonis ingår i släktet Goera och familjen grusrörsnattsländor. Inga underarter finns listade i Catalogue of Life.